# Рыбаков, Александр Викторович
Алекса́ндр Ви́кторович Рыбако́в (род. 11 августа 1985, Казань) — российский хоккеист, нападающий.

## Карьера
Воспитанник казанского хоккея. Начал карьеру в 2003 году в составе клуба Высшей лиги «Рыбинск». В следующем году дебютировал в Суперлиге в составе казанского «Ак Барса», с которым в 2006 году стал чемпионом России. Следующие два сезона провёл в составе нижнекамского «Нефтехимика», в 2008 году вернулся в Высшую лигу. Проведя отличный сезон в составе ХК «Рысь», был вызван в состав московского «Спартака», где и выступал до ноября 2010 года. 11 ноября Рыбаков был обменян в череповецкую «Северсталь» на нападающего Михаила Жукова и защитника Александра Будкина. Вместе с Рыбаковым «Северсталь» получила право выбора в первом раунде драфта КХЛ 2011 года. За неполный сезон набрал 10 (4+6) очков в 31 проведённом матче. 1 июня 2011 года подписал контракт с мытищинским «Атлантом». Сыграл 54 игры набрал 20 (5+15) очков, в сезоне 2012—2013 отыграл 22 игры, после чего был обменян в «Югру». В 2013 году подписал контракт с ХК «Витязь», в сезоне 2013—2014 сделал 5 результативных передач за 31 игру. В 2014 году подписал контракт с «Автомобилистом» в 43 матчах набрал 18 (8+10) очков. В начале мая 2015 года подписал соглашение с «Трактором». 1 мая 2016 года подписал двухлетний контракт с московским «Динамо».

## Достижения
- Чемпион России 2006.

## Статистика
| Легенда | Легенда                    | Легенда | Легенда                   | Легенда | Легенда    |
| ------- | -------------------------- | ------- | ------------------------- | ------- | ---------- |
| И       | Количество проведённых игр | Штр     | Штрафное время            | +/−     | Плюс-минус |
| Г       | Голы                       | П       | Голевые передачи          | О       | Очки       |
| -       | Статистика неизвестна      | —       | Статистика не учитывалась |         |            |

### Клубная карьера
- a В этом сезоне в «Плей-офф» учитывается статистика игрока в Кубке Надежды.